# Sāʿ

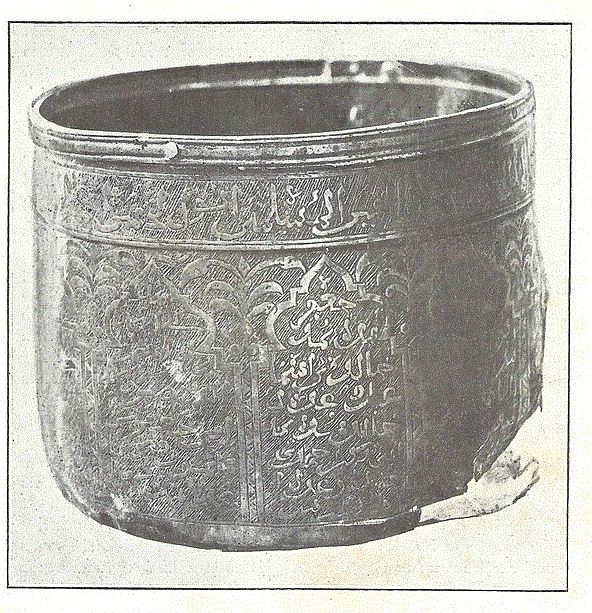
Marokkanisches Sāʿ-Gefäß aus Kupfer für die Zumessung der Zakāt al-fitr aus der Zeit der Meriniden

Das Sāʿ (arabisch صاع, DMG ṣāʿ) ist ein arabisches Hohlmaß, das eine wichtige Rolle in der islamischen Normenlehre spielt. Es hat ein Volumen von 2,75 bis 4,2125 Liter. Nach der klassischen Lehre gilt, dass 1 Sāʿ = 4 Mudd. Die genaue Bedeutung des Wortes Sāʿ ist nicht bekannt, doch ist es mit dem koranischen Wort ṣuwāʿ („Pokal“) verwandt, das in der koranischen Erzählung über Josef (Sure 12:72) vorkommt.

## Ursprüngliche Verbreitung
Nach Schams ad-Dīn al-Maqdisī, der Ende des 10. Jahrhunderts lebte, gehörte das Sāʿ zusammen mit dem Mudd und dem Makkūk zu den Hohlmaßen der arabischen Halbinsel. Auf den Schiffen hatte man zwei verschiedene Sāʿ-Einheiten, ein kleines, mit dem man den Matrosen den Lohn zumaß, und ein großes, das man bei Handelstransaktionen verwendete. Wie der kufische Gelehrte Abū ʿUbaid al-Qāsim ibn Sallām (gest. 838) in seinem Kitāb al-Amwāl („Buch der Vermögenswerte“) mitteilt, war das Sāʿ eines der acht Hohlmaße, die er in den Traditionen über den Propheten, die Sahāba und die nachfolgende Generation von Muslimen vorgefunden hat.

## Bedeutung im Islam
Das Sāʿ hat wie das Mudd im Islam einen quasi-heiligen Rang. Nach einem Hadith, der in verschiedenen Versionen über Anas ibn Mālik überliefert wird und auch Aufnahme in den Sahīh al-Buchārī gefunden hat, hat Mohammed auf der Rückkehr von seinem Feldzug nach Chaibar Gott darum gebeten, das Sāʿ und das Mudd der Muslime zu segnen.
Eine zentrale Rolle spielt das Sāʿ auch in der islamischen Normenlehre. Wie Abū ʿUbaid in seinem Kitāb al-Amwāl erklärt, richten sich alle Gebote der Muslime, bei denen ihnen in ihrer Religion eine Zumessung obliegt, am Sāʿ aus. Als Beispiele nennt er die Zakāt auf Grund und Boden, die Sadaqat al-fitr, ein pflichtmäßiges Almosen, das am Fest des Fastenbrechens geleistet werden muss, die Sühneleistung für einen Eidbruch (kaffārat al-yamīn) und das Sühneopfer bei der Wallfahrt (fidyat an-nusk).
Was die Sadaqat al-fitr anlangt, die auch Zakāt al-fitr genannt wird, so hat diese den Wert von einem Sāʿ Weizen pro Familienmitglied. Abū ʿUbaid erklärt, dass ersatzweise auch Datteln oder Gerste gegeben werden können. Wenn nur ein halbes Sāʿ Weizen gegeben werde, sei damit die Pflicht erfüllt. Besser sei es in dem Fall aber, ein Sāʿ Datteln oder Gerste zu geben, weil man damit die Traditionen noch genauer einhalte. In Fès galt die Regel, dass Bedürftige in dem Fall, dass sie bei der Verteilung der Zakāt al-fitr durch die Nachbarn größere Mengen von Getreide erhielten, den Überschuss an andere Bedürftige weiterzureichen hatten. Sie sollten jeweils nur einen Sāʿ pro Familienmitglied zurückbehalten.
Das Sühneopfer ist eine Leistung, die der Pilger erbringen muss, wenn er sich während des Ihrām-Zustands aus entschuldbarem Grund das Kopfhaar abrasiert hat. In diesem Fall muss er dieses Fehlverhalten entweder durch die Schlachtung eines Schafs oder ein Almosen von 3 Sāʿ in Lebensmitteln wiedergutmachen.
Das Sāʿ gilt außerdem als die Mindestmenge von Wasser, die zur Verfügung stehen muss, um einen gültigen Ghusl durchzuführen. Diese Auffassung stützt sich auf verschiedene Hadithe, denen zufolge Mohammed beim Wudū' einen Mudd und beim Ghusl einen Sāʿ verwendete.

## Das „Sāʿ des Propheten“
Wegen der großen Bedeutung des Sāʿ in der islamischen Normenlehre hatte das „Sāʿ des Propheten“ (ṣāʿ an-nabī) eine sehr wichtige Bedeutung als Standard. Der syrische Gelehrte an-Nawawī (gest. 1277) zum Beispiel hielt es deswegen auch für obligatorisch, bei der Bemessung ein Sāʿ-Gefäß zu verwenden, das an einem Sāʿ-Gefäß aus der Zeit des Gottesgesandten kalibriert war. Nur wenn ein solches Gefäß nicht zur Verfügung stehe, dürfe man auf andere Berechnungen zurückgreifen. Eine Gruppe von Gelehrten habe gesagt, dass man in diesem Fall das Sāʿ auch mit den beiden aneinander gehaltenen Händen zumessen könne, wobei dann vier Doppelhandvoll eines Mannes von mittlerer Größe als ein Sāʿ gelten.
Zur Bemessung des Sāʿ wurden an verschiedenen Orten Gefäße vorgehalten, die das „Sāʿ des Propheten“ repräsentierten. Im Maghreb haben sich auch einige solcher Sāʿ-Messgefäße erhalten, die für die Zumessung der Zakāt al-fitr hergestellt wurden. Ein Beispiel ist ein Sāʿ-Messgefäß aus Kupfer für den merinidischen Sultan Abū l-Hasan ʿAlī ibn ʿUthmān (reg. 1331–1351). Eine an dem Gefäß angebrachte Inschrift enthält eine lange Überliefererkette, über die die Kalibrierung des Messgefäßes bis auf den Prophetengefährten Zaid ibn Thābit zurückgeführt wird. Das Gefäß hat ein Volumen von 2,75 Liter.
Auch beim Mudd, das einem Viertel Sāʿ entspricht, orientierte man sich am „Sāʿ des Propheten“. Der ägyptische Gelehrte Ibn ar-Rifʿa (gest. 1310), der in Kairo als Muhtasib tätig war, berichtet, dass er im Hisba-Haus von Kairo ein Mudd-Gefäß aus Kupfer vorfand, das am „Sāʿ des Propheten“ kalibriert war. Eine Inschrift, die in das Gefäß eingraviert war, teilte mit, dass es ein früherer Muhtasib während der Herrschaft des Ayyubiden al-ʿAzīz am 18. Rabīʿ al-awwal 591 (= 2. März 1195) hatte herstellen lassen. Wenn man es mit Wasser befüllte, hatte dieses Wasser das Gewicht von 373 Dirham. Aufgrund dieser Nachricht schließt Walther Hinz, dass das „Sāʿ des Propheten“ genau 4,2125 Liter entspricht.

## Verhältnis zu anderen arabischen Maßeinheiten

### Volumeneinheiten
Hinsichtlich des Verhältnisses zu anderen Hohlmaßen besteht Einigkeit unter den arabischen Autoren, dass 1 Sāʿ = 4 Mudd. Dies gilt jedoch nur für das kanonische Mudd, da später an einigen Orten erheblich größere Mudd-Maßeinheiten aufkamen. Das Verhältnis zum Makkūk wird unterschiedlich angegeben. Während nach Abū ʿUbaid ibn Sallām 1 Makkūk = 2 1/2 Sāʿ, schreibt Schams ad-Dīn al-Maqdisī, dass im Hedschas 1 Sāʿ 1/3 Makkūk.
Ein ähnliches Größenverhältnis wie zum Makkūk galt offenbar auch gegenüber dem Faraq, denn Abū ʿUbaid erklärt, dass 1 Faraq = 3 Sāʿ. Er gibt außerdem an, dass 1 Wasq = 60 Sāʿ und 1 Qist = 1/2 Sāʿ. Das Qist entspricht nach Hinz dem griechischen Xestes. Az-Zahrāwī nennt dafür ein anderes Größenverhältnis. Er erklärt, dass bei den Rhomäern 1 Sāʿ = 10 Xestes.
Nach Ansicht von Sufyān ath-Thaurī (gest. 778) und den Hanafiten war das Sāʿ mit dem Qafīz Haddschādschī identisch, einem Qafīz-Hohlmaß, das von al-Haddschādsch ibn Yūsuf verwendet wurde und sich angeblich an dem Sāʿ von ʿUmar ibn al-Chattāb (reg. 634–644) ausrichtete. Dieses wurde auch Qafīz Hāschimī genannt. Ein anderer Name für dieses Sāʿ war Machtūm („das Versiegelte“), und zwar deswegen, wie Abū ʿUbaid ibn Sallām erklärt, weil die Herrschenden die betreffenden Gefäße mit einem geprägten Siegel versahen, damit niemand die Menge vergrößerte oder verminderte. Die Lehre, dass das Sāʿ mit dem Qafīz Haddschādschī identisch ist, hat sich aber erst um die Mitte des 8. Jahrhunderts durchgesetzt. Der kufische Traditionarier ʿAbd ar-Rahmān ibn Abī Lailā (gest. ca. 701) lehrte noch, dass das Sāʿ größer ist als das Qafīz Haddschādschī. Sein Sohn Muhammad ibn ʿAbd ar-Rahmān ibn Abī Lailā (gest. 765), der unter den letzten Umaiyaden als Qādī von Kufa amtierte, schwächte das ab zu: „Das Sāʿ ist wie das Haddschādschī oder etwas schwerer“.

### Gewichtseinheiten

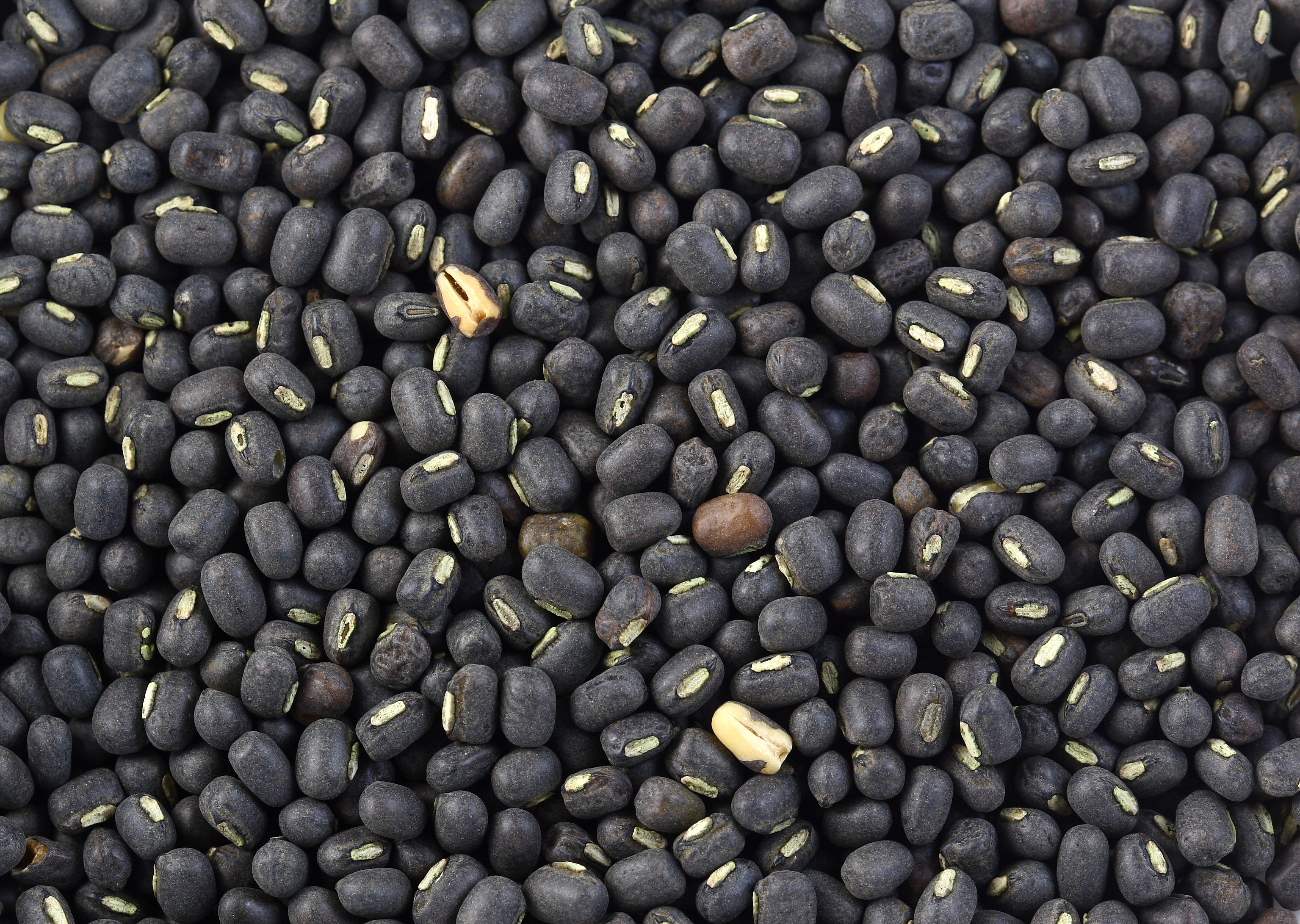
Bei der Umrechnung des Sāʿ in Ratl wurde das Gewicht von Linsen oder Urdbohnen, wie hier abgebildet, zugrunde gelegt.

Darüber hinaus wurde das Sāʿ auch zu verschiedenen Gewichtseinheiten in Beziehung gesetzt. Hierbei wurden Linsen oder Māsch, d. h. Urdbohnen, als Messeinheit zugrunde gelegt, da sie eine relativ einheitliche Massendichte besitzen. Grundlage für alle anderen Berechnungen war das Verhältnis zum Ratl. Hierzu gab es im Wesentlichen zwei unterschiedliche Auffassungen:
- 1 Sāʿ = 8 Ratl. ʿUmar ibn al-Chattāb soll dieses Größenverhältnis zugrunde gelegt haben, wenn er Eidbrüche sühnen ließ.[29] An dieses Größenverhältnis hielten sich auch die Bewohner von Kufa, wie al-Chwārazmī schreibt,[30] bzw. die Bewohner des Irak.[31] Hierbei legten sie zugrunde, dass 1 Mudd = 2 Ratl.[32] Sufyān ath-Thaurī begründete diese Lehrmeinung damit, dass das Qafīz Haddschādschī, mit dem das Sāʿ seiner Meinung identisch war, 8 Ratl entsprach.[33] Da auch Abū Hanīfa (gest. 767) und sein Schüler Muhammad asch-Schaibānī (gest. 805) dieses Größenverhältnis für richtig hielten, wurde es zur herrschenden Lehre bei den Hanafiten. Sie begründeten sie mit einem über Anas ibn Mālik überlieferten Hadith, wonach der Prophet seinen Wudū' mit einem Mudd von zwei Ratl und seinen Ghusl mit einem Sāʿ von acht Ratl vollzogen hat.[34] Dieses Sāʿ sei eine Zeitlang verlorengegangen, dann aber von al-Haddschādsch ibn Yūsuf wiederhergestellt worden.[35] Unter Berücksichtigung der Tatsache, dass nach kanonischer Lehre 1 Mann = 2 Ratl, galt bei den Hanafiten auch 1 Sāʿ = 4 Mann.[36] Da 1 irakischer Ratl = 20 Istār zu 6 1/2 Dirham ist, lehrten die Hanafiten außerdem, dass 1 Sāʿ = 1040 Dirham.[37]
- 1 Sāʿ = 5 1/3 Ratl. Auf dieses Verhältnis soll Saʿīd ibn al-ʿĀs das Sāʿ reduziert haben, als er unter Muʿāwiya I. (reg. 656–670) Gouverneur von Medina war. Und an dieses Größenverhältnis hielten sich auch die Leute von Medina.[38] Nach Abū ʿUbaid war dieses Größenverhältnis bei den Leuten des Hedschas weit und breit bekannt und wurde auch auf den Märkten zugrunde gelegt.[39] Auch Mālik ibn Anas (gest. 795), asch-Schāfiʿī (gest. 820)[40] und Yazīd ibn Hārūn (gest. 821)[41] hielten dieses Größenverhältnis für richtig. Nach einem Bericht, der von verschiedenen arabischen Autoren überliefert wird, stritten sich einst asch-Schāfiʿī und der hanafitische Gelehrte Abū Yūsuf (gest. 798) in Medina vor dem abbasidischen Kalifen Hārūn ar-Raschīd (reg. 786–809) über das Maß des Sāʿ. Der Kalif ließ daraufhin die Nachkommen der Muhādschirūn die Sāʿ-Gefäße herbeibringen, die sie von ihren Vorfahren geerbt hatten. Als sich herausstellte, dass das von asch-Schāfiʿī angegebene Maß (1 Sāʿ = 4 Mudd = 5 1/3 irakische Ratl) richtig war, soll sich Abū Yūsuf seiner Meinung angeschlossen haben.[42] Ibn ʿĀbidīn schreibt, dass auch Abū Hanīfas zweiter Schüler Muhammad asch-Schaibānī zu dieser Auffassung übergegangen sei,[43] doch wird dies von keiner anderen Quelle bestätigt. Zu den späteren Gelehrten, die dieses Größenverhältnis für richtig erklärten, gehörten Ibn Rāhwayh (gest. 853) und Ahmad ibn Hanbal (gest. 855).[44] Unter Berücksichtigung der Tatsache, dass in Bagdad 1 Ratl = 130 Dirham ist, wurde von einigen Gelehrten auch die Gleichung aufgestellt: 1 Sāʿ = 693 1/3 Dirham.[45]

Wie Badr ad-Dīn al-ʿAinī (1361–1451) berichtet, haben einige Gelehrte die beiden unterschiedlichen Auffassungen über das Verhältnis zwischen Sāʿ und Ratl mit lokalen Unterschieden bei den Ratl-Gewichten zu erklären versucht: Während das Ratl im Hedschas 30 Istār gewogen habe, sei es in Bagdad nur 20 Istār schwer gewesen. Acht Ratl von Bagdad entsprächen deshalb genau 5 1/3 Ratl des Hedschas, man komme also bei beiden Berechnungen auf das gleiche Gewicht. Allerdings wird in den Berichten über die Überprüfung des Sāʿ durch Hārūn ar-Raschīd explizit ausgesagt, dass die herbeigebrachten Sāʿ-Gefäße 5 1/3 irakischen (!) Ratl entsprachen.
Neben den beiden Hauptlehrmeinungen (1 Sāʿ = 8 Ratl bzw. 5 1/3 Ratl) gab es noch verschiedene andere Auffassungen über das Verhältnis zwischen Sāʿ und Ratl. So nahm zum Beispiel der kufische Qādī Scharīk ibn ʿAbdallāh (gest. 794) für das Sāʿ ein Gewicht von 7 bis 8 Ratl an. Und die imamitischen Schiiten, die bei der Berechnung des Sāʿ ebenfalls zwischen irakischem und medinischen Ratl unterschieden, lehrten: 1 Sāʿ = 9 irakische Ratl = 6 medinische Ratl. Hierbei legten sie zugrunde, dass 1 Mudd = 2 1/4 irakische Ratl = 1 1/2 medinische Ratl. Bei Milchprodukten galt dagegen 1 Sāʿ = 4 irakische Ratl. Für das syrische Ratl, das 600 Dirham entsprach und damit erheblich schwerer war, gibt Ibn ʿĀbidīn (gest. 1836) an: 1 Sāʿ = 1 1/2 Ratl.

### Die Unverbindlichkeit der Gewichtsberechnung
An-Nawawī gab indessen zu bedenken, dass Versuche, das Sāʿ zu Gewichtseinheiten in Bezug zu setzen, lediglich der Veranschaulichung (istiẓhār) dienten, jedoch keinerlei Verbindlichkeit hätten, weil das Sāʿ kein Gewichts-, sondern ein Volumenmaß sei. Je nach Art der abgemessenen Feldfrucht (Hirse, Kichererbse o.a.) falle das Gewicht eines Sāʿ unterschiedlich aus. Deshalb müsse man sich nach dem Volumen und nicht nach dem Gewicht richten. Obligatorisch sei es, ein Sāʿ-Gefäß zu verwenden, das an einem Sāʿ-Gefäß aus der Zeit des Gottesgesandten kalibriert sei. Nur wenn ein solches Gefäß nicht zur Verfügung stehe, dürfe man auf die Ratl-Berechnung zurückgreifen.